# Ceratobaeus cuspicornutus
Ceratobaeus cuspicornutus är en stekelart som beskrevs av Austin 1983. Ceratobaeus cuspicornutus ingår i släktet Ceratobaeus och familjen Scelionidae. Inga underarter finns listade i Catalogue of Life.